# Белое (Новосибирская область)
Белое — село в Карасукском районе Новосибирской области. Административный центр и единственный населённый пункт Беленского сельсовета.

## География
Площадь села — 206 гектаров.

## Население
| 2002 | 2007 | 2010 | 2012 | 2013 | 2014 | 2015 |
| ---- | ---- | ---- | ---- | ---- | ---- | ---- |
| 1073 | ↘975 | ↘850 | ↘839 | ↘817 | ↘800 | ↘782 |
| 2016 | 2017 | 2018 | 2019 | 2020 | 2021 |      |
| ↘768 | ↘758 | ↘744 | ↘727 | ↘722 | ↘713 |      |

## История
Основано в 1891 году. В 1928 г. село Белое состояло из 381 хозяйства, основное население — украинцы. Центр Беленского сельсовета Черно-Курьинского района Славгородского округа Сибирского края.

## Инфраструктура
В селе по данным на 2007 год функционируют 1 учреждение здравоохранения, 2 образовательных учреждения.